# Guz (wada drewna)
Guz – wada drewna z grupy sęków zarosniętych stanowi wypukłość na pobocznicy drewna okrągłego, zakrywającą zrośnięty sęk. Występuje w drewnie wszystkich gatunków drzew i stanowi podstawę do oceny wymiarów i głębokości zalegania zarośniętego sęka. Im większy jest stosunek długości guza do jego wysokości, tym sęk zalega głębiej.
Guzy ocenia się szacunkowo lub mierzy długość (l) guza i jego wysokość (h). Wysokość guza określa się na podstawie różnicy średnicy drewna okrągłego (poza guzem i w najwyższym jego położeniu).

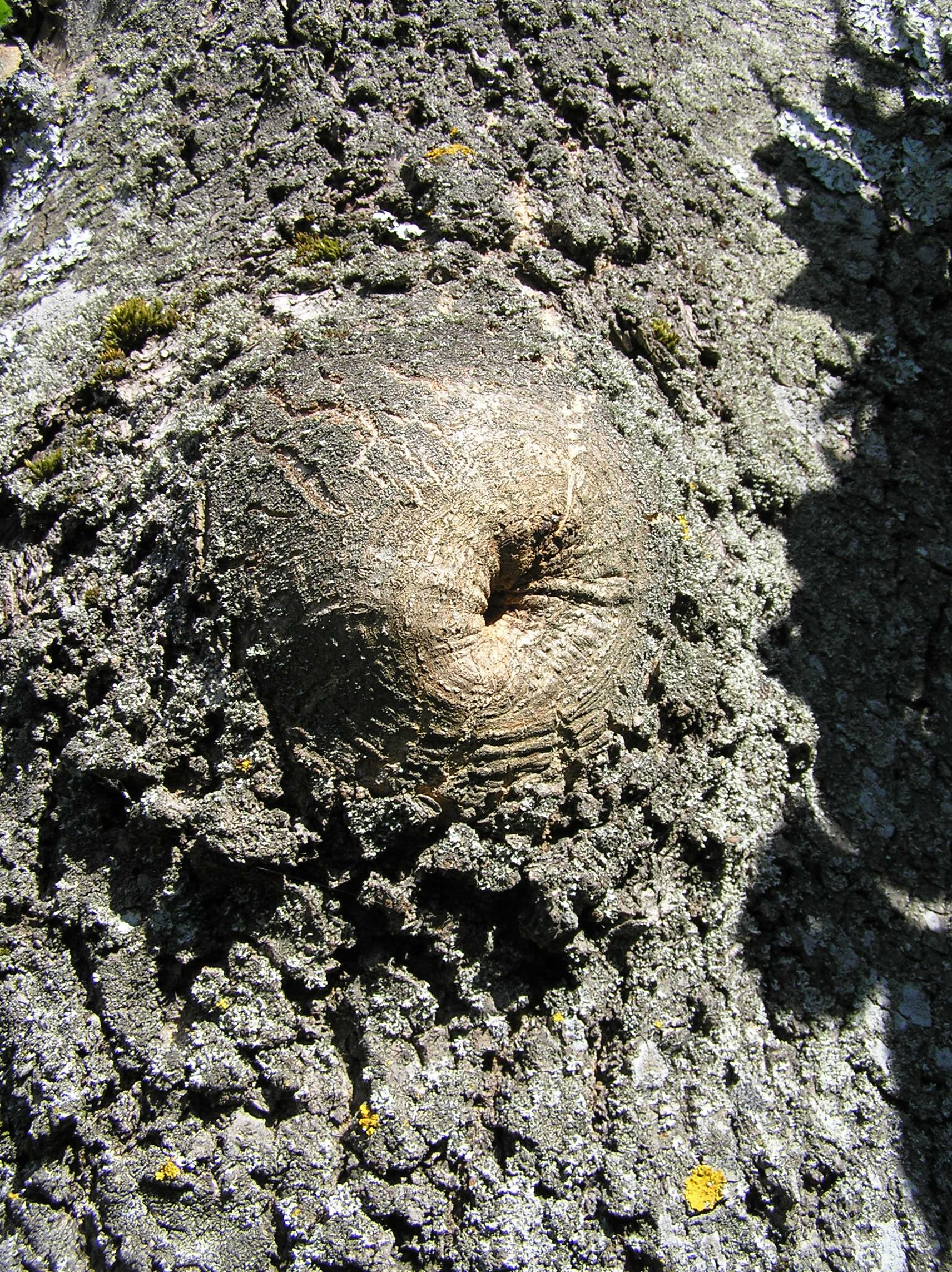
Guz na pniu jesiona wyniosłego. Białowieża ,
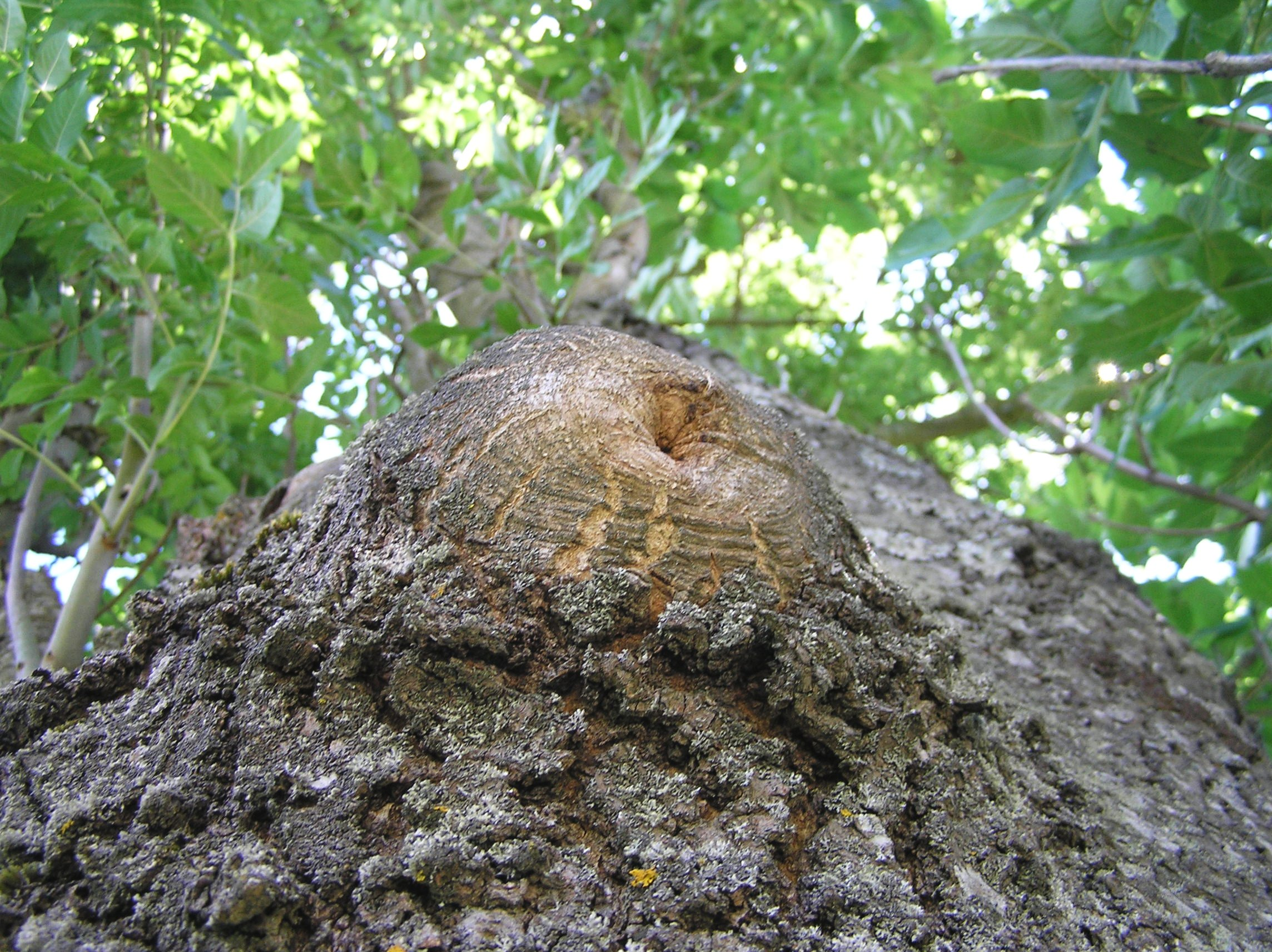
Ten sam guz widziany od spodu.